# کریتا، استونی
کریتا، استونی (به لاتین: Kerita, Estonia) یک روستا در استونی است که در دهستان سوره-یانی واقع شده‌است.

## خصوصیات
کریتا ۶۵ نفر جمعیت دارد.